# Beeban Kidron
Beeban Tania Kidron, OBI (Londres, 2 de mayo de 1961) es una cineasta y activista británica, reconocida principalmente por sus películas To Wong Foo, Thanks for Everything! Julie Newmar y Bridget Jones: The Edge of Reason. Actualmente oficia como presidente de 5Rights Foundation, una organización benéfica infantil. En 2012 fue nombrada Oficial de la Orden del Imperio Británico por sus servicios a las artes dramáticas.

## Filmografía

### Créditos en cine y televisión
| Título                                           | Año  | Directora | Editora | Fotógrafa | Productora | Notas      |
| ------------------------------------------------ | ---- | --------- | ------- | --------- | ---------- | ---------- |
| Victoria & Abdul                                 | 2017 |           |         |           |            | Sí         |
| InRealLife                                       | 2013 | Sí        |         |           |            | Documental |
| Sex, Death and the Gods                          | 2011 | Sí        |         | Sí        | Sí         | Documental |
| Hippie Hippie Shake                              | 2010 | Sí        |         |           |            |            |
| Anthony Gormley: Making Space                    | 2007 | Sí        |         |           | Sí         |            |
| Bridget Jones: The Edge of Reason                | 2004 | Sí        |         |           |            |            |
| Murder                                           | 2002 | Sí        |         |           |            | Miniserie  |
| Cinderella                                       | 2000 | Sí        |         |           |            | Telefilme  |
| Texarkana                                        | 1998 | Sí        |         |           |            | Telefilme  |
| Swept from the Sea                               | 1997 | Sí        |         |           | Sí         |            |
| Eve Arnold in Retrospect                         | 1996 | Sí        |         |           | Sí         |            |
| To Wong Foo, Thanks for Everything! Julie Newmar | 1995 | Sí        |         |           |            |            |
| Great Moments in Aviation                        | 1993 | Sí        |         |           |            |            |
| Hookers Hustlers Pimps and Their Johns           | 1993 | Sí        |         |           |            | Documental |
| Used People                                      | 1992 | Sí        |         |           |            |            |
| Antonia and Jane                                 | 1991 | Sí        |         |           |            |            |
| Oranges Are Not the Only Fruit                   | 1989 | Sí        |         |           |            |            |
| Vroom                                            | 1988 | Sí        |         |           |            |            |
| Global Gamble                                    | 1985 | Sí        |         |           |            |            |
| Alex                                             | 1985 | Sí        |         |           |            |            |
| Carry Greenham Home                              | 1983 | Sí        | Sí      | Sí        |            |            |